# 世界ヘビー級王座 (ZERO1)
世界ヘビー級王座は、プロレスリングZERO1が管理、認定している王座。

## 歴史
2004年、AWAスーパースターズがAWA世界ヘビー級王座を創設。
2005年1月10日、プロレスリングZERO1-MAX（後のプロレスリングZERO1）後楽園ホール大会で行われた第32代王座決定戦に勝利した大森隆男が第32代王者になった。大森が「第32代」とされたのはAWAの創設者であるバーン・ガニアの承諾が降りた正式復活版とされており（ギミックの可能性もあり）、竹内宏介の「AWA世界ヘビー級選手権変遷史」を参考にしたのではないかと見られている（最後のAWA世界ヘビー級王者であるラリー・ズビスコが「第31代」になっていた。歴代王者は諸説あるが「AWA世界ヘビー級選手権変遷史」では明らかに抜けていた王者も数名存在している）。
2007年12月7日、ZERO1-MAXがAWAスーパースターズとの業務提携を解消したため、AWAスーパースターズは王者の田中将斗から王座を剥奪。12月15日、王座名を世界ヘビー級王座に変更して復活。ただし、歴代王者とは切り離す形で改めて初代王者としてカウントされる。同日、田中を初代王者に認定。
2011年6月4日、王座名をAWA世界ヘビー級王座に変更（その時点で「AWA」を名乗るプロレス団体は既に存在しないため、ザ・シーク（2代目）が保持しているNWA世界ヘビー級王座との王座統一戦へ向けたいわゆるアングルだった）。11月6日、佐藤耕平がシークから王座を獲得すると同時に王座名を世界ヘビー級王座に変更。

## 歴代王者

### AWA世界ヘビー級王座（AWAスーパースターズ版）
| 歴代   | 選手               | 戴冠回数 | 防衛回数 | 獲得日付       | 獲得場所 （対戦相手・その他）    |
| ------ | ------------------ | -------- | -------- | -------------- | -------------------------------- |
| 第32代 | 大森隆男           | 1        | 4        | 2005年1月23日  | 後楽園ホール スティーブ・コリノ  |
| 第33代 | スティーブ・コリノ | 1        | 14       | 2005年6月11日  | ミシガン州ベイシティ             |
| 第34代 | 大谷晋二郎         | 1        | 2        | 2006年1月22日  | 後楽園ホール                     |
| 第35代 | 大森隆男           | 2        | 2        | 2006年4月1日   | 靖国神社相撲場                   |
| 第36代 | リック・コンバース | 1        | 不明     | 2006年6月14日  | インディアナ州インディアナポリス |
| 第37代 | スティーブ・コリノ | 2        | 不明     | 2007年1月7日   | ペンシルベニア州ポッツタウン     |
| 第38代 | 大森隆男           | 3        | 3        | 2007年3月31日  | 横浜市金沢産業振興センター       |
| 第39代 | 田中将斗           | 1        | 1        | 2007年10月26日 | 後楽園ホール 2007年12月7日剥奪   |

### 世界ヘビー級王座
| 歴代   | 選手                     | 戴冠回数 | 防衛回数 | 獲得日付       | 獲得場所 （対戦相手・その他）            |
| ------ | ------------------------ | -------- | -------- | -------------- | ---------------------------------------- |
| 初代   | 田中将斗                 | 1        | 7        | 2007年12月15日 | 日本 プロレスリングZERO1-MAXが王者に認定 |
| 第2代  | 永田裕志                 | 1        | 3        | 2008年10月13日 | 両国国技館                               |
| 第3代  | 大谷晋二郎               | 1        | 2        | 2009年2月27日  | 後楽園ホール                             |
| 第4代  | 崔領二                   | 1        | 1        | 2009年3月29日  | 靖国神社相撲場                           |
| 第5代  | 田中将斗                 | 2        | 0        | 2009年7月1日   | 新宿FACE                                 |
| 第6代  | 川田利明                 | 1        | 3        | 2009年10月24日 | 後楽園ホール                             |
| 第7代  | 佐藤耕平                 | 1        | 2        | 2010年4月11日  | 靖国神社相撲場                           |
| 第8代  | バンビキラー             | 1        | 0        | 2010年7月11日  | 後楽園ホール                             |
| 第9代  | 関本大介                 | 1        | 4        | 2010年9月9日   | 新宿FACE                                 |
| 第10代 | 崔領二                   | 1        | 2        | 2011年3月6日   | 両国国技館                               |
| 第11代 | ザ・シーク（2代目）      | 1        | 2        | 2011年7月3日   | 後楽園ホール                             |
| 第12代 | 佐藤耕平                 | 2        | 1        | 2011年11月6日  | ベルサール六本木                         |
| 第13代 | KAMIKAZE                 | 1        | 0        | 2012年2月1日   | 後楽園ホール                             |
| 第14代 | 曙                       | 1        | 2        | 2012年3月2日   | 後楽園ホール 2012年9月4日返上            |
| 第15代 | ジェームス・ライディーン | 1        | 3        | 2013年8月4日   | 後楽園ホール 田中将斗                    |
| 第16代 | 佐藤耕平                 | 3        | 1        | 2014年3月30日  | 靖国神社相撲場                           |
| 第17代 | 船木誠勝                 | 1        | 1        | 2014年7月6日   | 両国国技館                               |
| 第18代 | 佐藤耕平                 | 4        | 2        | 2014年9月19日  | 後楽園ホール                             |
| 第19代 | 鈴木秀樹                 | 1        | 2        | 2015年11月1日  | 新木場1stRING                            |
| 第20代 | 佐藤耕平                 | 5        | 3        | 2016年3月27日  | 靖国神社相撲場                           |
| 第21代 | 田中将斗                 | 3        | 2        | 2017年3月26日  | 靖国神社相撲場                           |
| 第22代 | 小幡優作                 | 1        | 4        | 2018年1月1日   | 後楽園ホール                             |
| 第23代 | 田中将斗                 | 4        | 0        | 2018年6月3日   | ススキノ・マルスジム                     |
| 第24代 | 関本大介                 | 2        | 6        | 2018年11月24日 | 新木場1stRING                            |
| 第25代 | 火野裕士                 | 1        | 4        | 2019年9月14日  | 後楽園ホール                             |
| 第26代 | 佐藤耕平                 | 6        | 0        | 2020年3月1日   | 後楽園ホール                             |
| 第27代 | クリス・ヴァイス         | 1        | 0        | 2020年5月3日   | 非公開（無観客試合）                     |
| 第28代 | 田村ハヤト               | 1        | 3        | 2020年8月28日  | 新木場1stRING                            |
| 第29代 | 田中将斗                 | 5        | 1        | 2021年1月1日   | 後楽園ホール                             |
| 第30代 | 杉浦貴                   | 1        | 3        | 2021年8月15日  | カルッツかわさき                         |
| 第31代 | 田中将斗                 | 6        | 4        | 2022年6月4日   | 大田区総合体育館                         |
| 第32代 | クリス・ヴァイス         | 2        | 2        | 2023年5月26日  | 新木場1stRING                            |
| 第33代 | 齋藤彰俊                 | 1        | 3        | 2024年3月31日  | 靖国神社相撲場                           |
| 第34代 | 潮崎豪                   | 1        | 3        | 2024年7月13日  | 日本武道館                               |